# 樹棲運動

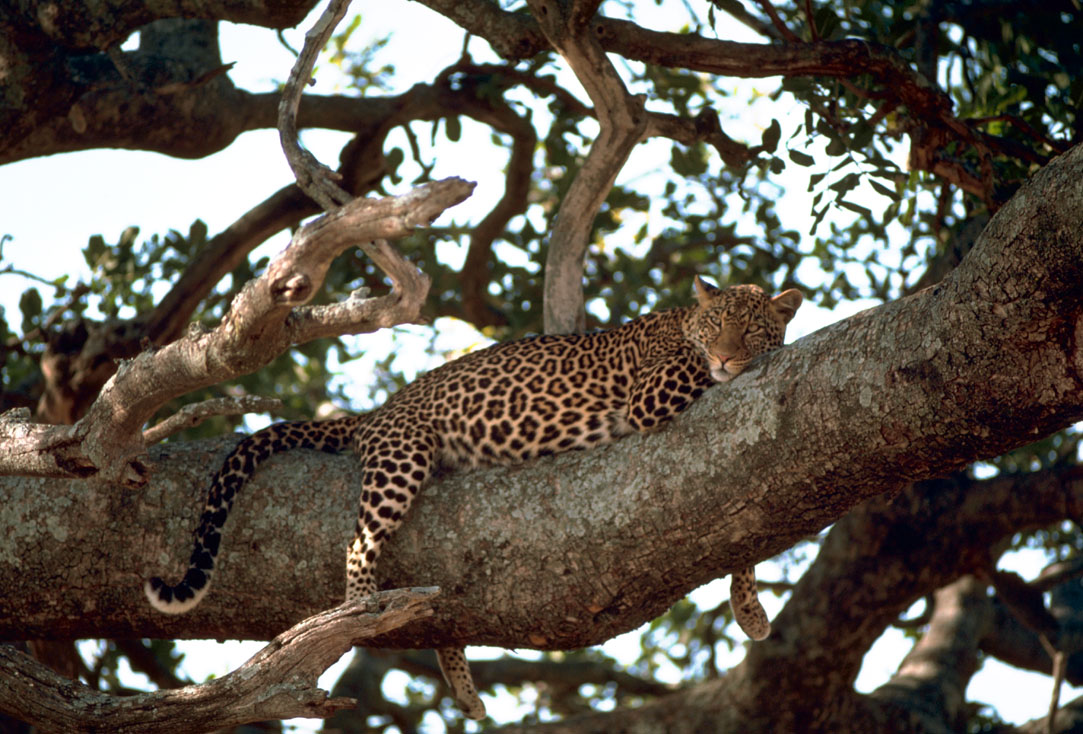
豹會將捕得的獵物叼到樹上，以防被食腐動物或其他捕食者吃掉

樹棲運動是指动物在樹上的活動。在有樹的棲息地中，許多動物演化出能夠在樹上活動的能力。只是偶爾攀爬樹木的稱為攀樹性（Scansorial），而另一些則是完全住在樹上的動物。相較於棲息在地面上的動物，樹棲動物要在樹之間來回移動，這難度更大，進而導致牠們在解剖構造、行為模式與生態策略上與地面上的動物有所不同，並因不同物種而有所差異。此外，在非樹木環境下，例如在岩堆或山地地形中棲息以及來回攀爬的動物也和樹棲動物有些類似。
有些动物已演化成樹棲動物，例如樹蝸牛。

## 生物力學
樹棲環境為動物的移動帶來許多機械上的挑戰，而動物則以多種方式加以克服。這些挑戰包括：在狹窄的樹枝上行動、在傾斜面上移動、保持平衡、跨越空隙，以及跨越各種障礙物。

### 樹枝
在狹窄的表面（例如樹枝）上移動，對於未適應此類環境的動物來說會有困難。在地面上移動時，動物的質心位置可能會左右擺動。若在樹上依然如此，質心就可能超出樹枝邊緣，導致重心不穩並墜落。許多樹棲動物不僅需在不同直徑的樹枝上行動，還必須能在樹枝上進食，因此需具備一邊維持平衡、一邊用手取食的能力。這使得牠們演化出多種抓握方式，例如腳掌抓握（pedal grasping），藉以穩固地夾住細小樹枝，達到更好的平衡效果。 

### 傾斜角度
在樹棲環境中，樹枝生長方向有時與地心引力不一致，有時甚至是垂直的。當動物沿著傾斜的樹枝向上移動時，牠們必須對抗地心引力將身體向上抬升，這使移動更加困難。為了克服這個挑戰，許多動物需用四肢緊緊抓住支撐物，並提高步態頻率來穩定移動。反之，當動物往下移動時，也必須控制下滑速度以避免跌落，同樣需對抗重力。下降對許多動物來說尤其危險，因此高度樹棲的物種往往發展出特別的技巧來控制下滑，例如增加四肢與支撐面接觸的面積，藉此增加摩擦力。

### 平衡

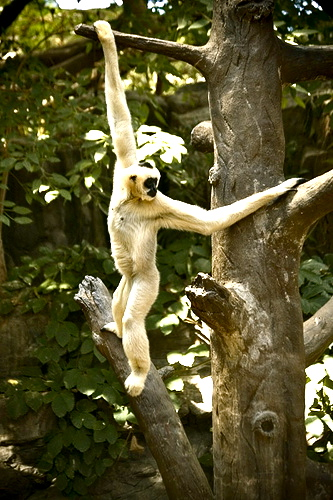
长臂猿身為臂躍動物，它们细长的手臂能够轻松地摆动并抓住树枝

由於許多樹枝位於高處，若從高處跌落往往會造成重傷，因此平衡對樹棲動物而言至關重要。在水平或傾斜不大的樹枝上，主要的問題是側向傾倒，這是因為支撐面積狹窄所導致。樹枝越細，動物維持平衡的難度就越高。而在陡斜或垂直的樹枝上，側翻的風險則較小，此時往後翻落或向下滑落成為最可能發生的情形。

### 間隙
許多樹棲動物為了尋找食物與棲息地，必須在不同樹間移動。為了能跨越樹木間的空隙，牠們演化出各種適應能力。在某些地區，樹與樹之間的距離較近，動物可以利用擺盪通過。但有些地區，樹與樹之間距離較遠，動物則必須具有長距離跳躍或滑翔的特殊能力。 

### 障碍
樹棲環境中常有許多障礙物，例如從動物行進的樹枝上分出的側枝，或是其他突入牠行進路徑的枝條。這些障礙可能會妨礙動作，也可能成為額外的支撐點以協助移動。對於四肢動物而言，這些障礙物通常會造成阻礙，但對蛇這類動物來說，這些突起反而有利，因為它們能當作錨點來幫助其移動與固定。

## 演化史
已知最早的攀爬四足动物生活在北美洲石炭纪晚期宾夕法尼亚世的蜥代龍科始攀龙属的羊膜动物。其有特化的抓握能力，被認為可以抓住樹幹。另一種能追溯到2.6億年前二叠纪晚期樂平世，來自俄罗斯的合弓綱異齒亞目蘇美尼獸屬動物也可能具有特化的攀爬能力。

## 另見
- 懸吊行為（英语：Suspensory behavior）
- 穴居（英语：Fossorial）

### 論文
- Bertram, J. E. A.; Ruina, A.; Cannon, C. E.; Chang, Y. H.; Coleman, M. J.  (PDF). J. Exp. Biol. 1999, 202 (Pt 19): 2609–2617  [2010-12-31]. Bibcode:1999JExpB.202.2609B. PMID 10482720. doi:10.1242/jeb.202.19.2609. （原始内容 (PDF)存档于2016-03-04）.
- Cartmill, M. (1974). Pads and claws in arboreal locomotion. In Primate Locomotion, (ed. F. A. J. Jenkins), pp. 45–83. New York: Academic Press.
- Jayne, B. C.; Riley, M. A.  (PDF). J. Exp. Biol. 2007, 210 (7): 1148–1160  [2025-07-16]. Bibcode:2007JExpB.210.1148J. PMID 17371914. S2CID 2671049. doi:10.1242/jeb.002493 . （原始内容存档 (PDF)于2016-01-21）.
- Lammers, A.; Biknevicius, A. R. . J. Exp. Biol. 2004, 207 (24): 4325–4336. Bibcode:2004JExpB.207.4325L. PMID 15531652. S2CID 24341872. doi:10.1242/jeb.01231 .
- Lammers, A. R. . Am. Zool. 2000, 40: 1094.
- Socha, J. J.  (PDF). Nature. 2002, 418 (6898): 603–604. PMID 12167849. S2CID 4424131. doi:10.1038/418603a. （原始内容 (PDF)存档于2011-07-18）.